# Franz Alt (Journalist)

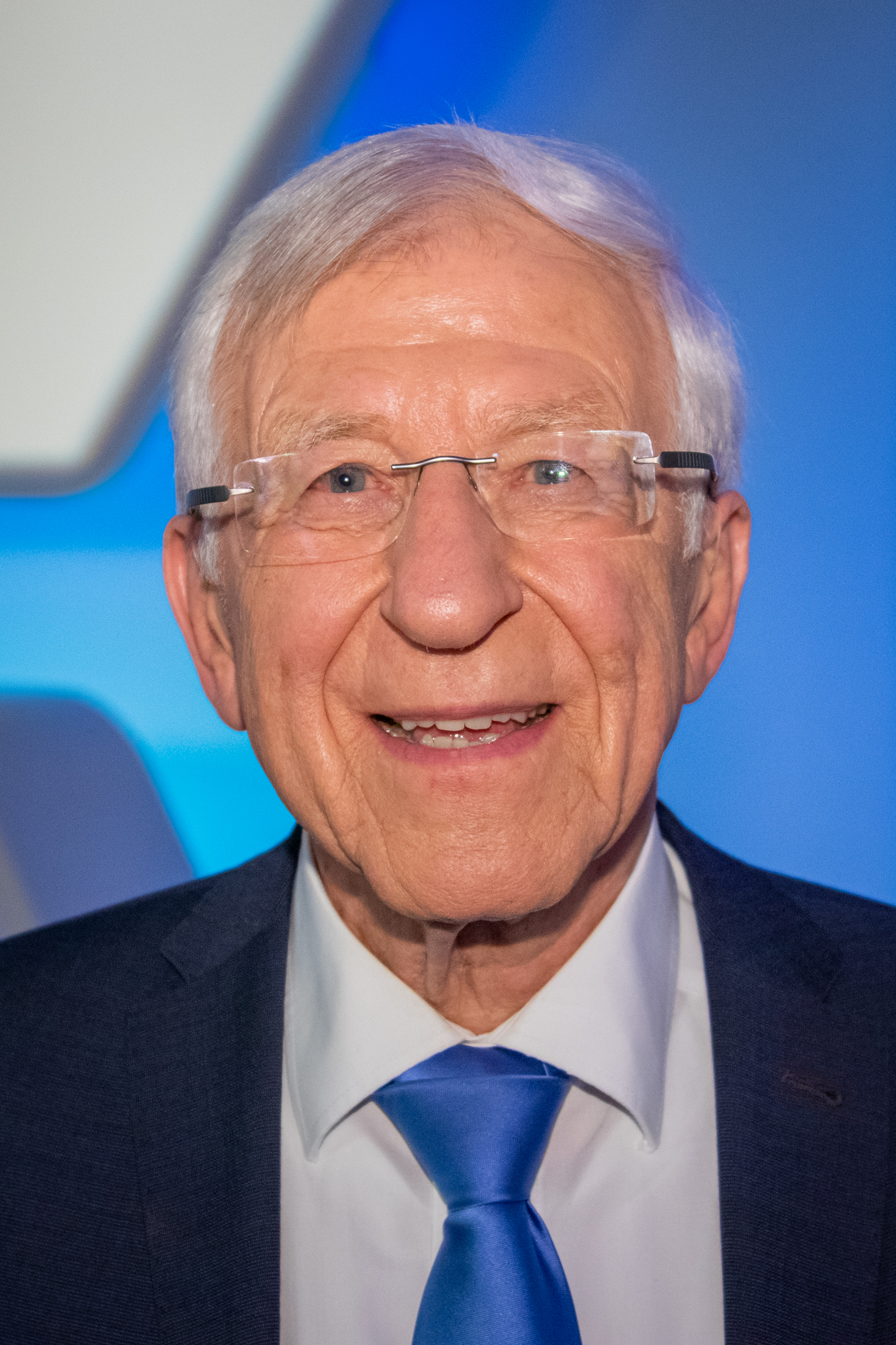
Franz Alt (2019)

Franz Alt (* 17. Juli 1938 in Untergrombach) ist ein deutscher Journalist und Buchautor.

## Tätigkeit

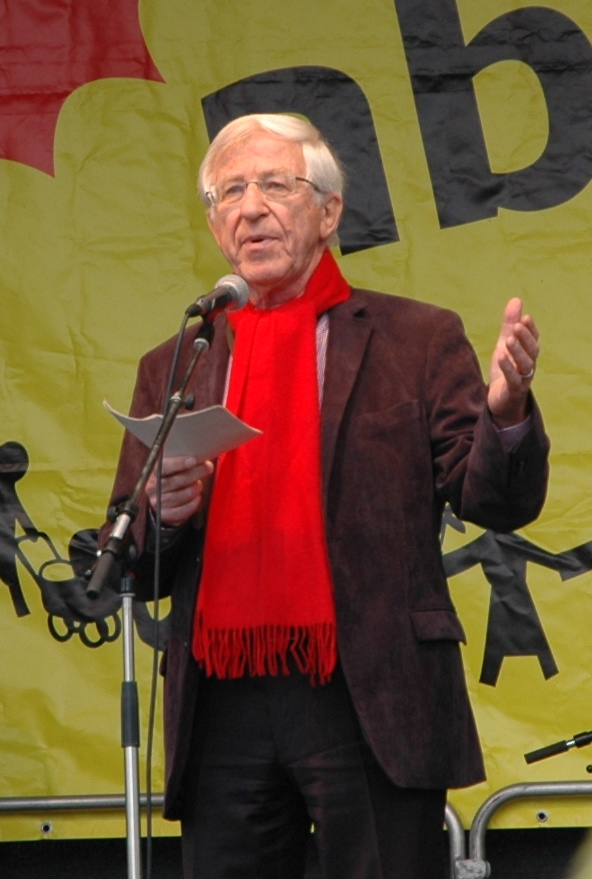
Franz Alt bei der Abschlusskundgebung der Anti-Atom-Menschenkette am 12. März 2011 in Stuttgart

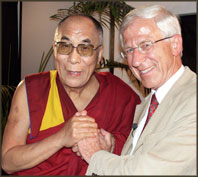
Der Dalai Lama mit Franz Alt nach einem „Report“-Interview 2005

Franz Alt studierte Politikwissenschaft, Geschichte, Philosophie und Theologie an den Universitäten Freiburg im Breisgau und Heidelberg. 1967 wurde er mit einer Dissertation über Konrad Adenauer promoviert. Von 1968 bis 2003 arbeitete er überwiegend beim Südwestfunk (SWF, heute: SWR), für den er 20 Jahre lang das Politmagazin Report moderierte. Die Veröffentlichung des Buchs Frieden ist möglich, in dem Alt Zweifel an der Politik der Nachrüstung anmeldete, führte zu jahrelangen juristischen Auseinandersetzungen zwischen Alt und seinem Sender. 
Von 1992 bis 2003 leitete Franz Alt die Zukunftsredaktion im SWR und moderierte außerdem in 3sat die Magazine Querdenker und Grenzenlos. Seine Bücher wurden in zwölf Sprachen übersetzt und erreichten eine Auflage von über zwei Millionen.
Er plant den Einstieg in eine „solare Weltrevolution“. Alts Arbeiten wurden mehrfach prämiert, u. a. mit dem Adolf-Grimme-Preis, der Goldenen Kamera, dem ersten Deutschen Solarpreis 1994, dem Europäischen Solarpreis 1997, dem Umwelt-Online-Award, dem Menschenrechtspreis AWARD 2003 und dem Umweltpreis der Deutschen Wirtschaft 2004.
Auf seiner Homepage Sonnenseite gibt Franz Alt einen Überblick über die Alternativen der Energieerzeugung – erneuerbare Energien, solares Bauen, solares Wirtschaften – sowie über die Themen Klimawandel, Klimapolitik, Treibhauseffekt, ökologische Verkehrswende, ökologische Wasserwirtschaft, Ökolandbau, ökologische Steuerreform, Frieden und Menschenrechte („Krieg um Öl oder Frieden durch die Sonne“).
Als bekennender Christ begründet Franz Alt sein Engagement für die Ökologie aus seinem Glauben heraus, so in seinem Werk Der ökologische Jesus.
Franz Alt unterstützt die Hilfsorganisation Andheri-Hilfe, mit deren Gründerin Rosi Gollmann hat er das Buch Eine bessere Welt ist möglich geschrieben.
Neben seiner eigenen publizistischen Tätigkeit fungiert Alt auch als Herausgeber, er gab unter anderem Texte von Carl Gustav Jung heraus.
Im Oktober 2006 erschien der Gesprächsband Du darfst den Kern nicht spalten. Im Gespräch mit zwei Journalistenkollegen blickte Alt darin auf sein Leben, seine Kindheit in einem wohlbehüteten Elternhaus, seine Studienjahre und seine Erfahrungen als Mitarbeiter des öffentlichen Rundfunks und Fernsehens zurück.
Alt ist Mitglied im Magischen Zirkel von Deutschland und gibt unter dem Bühnennamen Francesco Altini öffentliche Vorstellungen als Hobbyzauberer.
Seit September 2020 arbeitet Franz Alt als Moderator bei „Transparenz TV“. Nach eigenen Angaben deckt Transparenz TV auf, „in welchen Bereichen der Schwindel steckt oder wie die Nachrichten tatsächlich heißen müssten.“

## Politisches Engagement

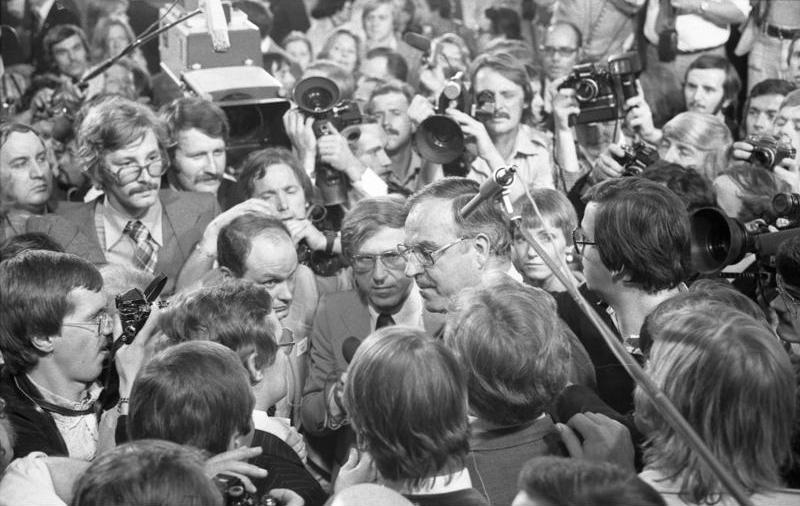
Franz Alt beim Interview mit Helmut Kohl (Bildmitte), Bundestagswahlparty der CDU, 3. Oktober 1976

Im Jahre 1963 trat Alt der CDU bei. Nach der Reaktorkatastrophe von Tschernobyl vom April 1986 kritisierte er in einem offenen Brief an Helmut Kohl die CDU, weil sie weiterhin an der Kernenergie festhielt. 1988 trat Alt aus der CDU aus. Seitdem hat er die parteipolitische Tätigkeit aufgegeben, steht jedoch vor allem der ÖDP nahe, deren prominentester Fürsprecher er außerhalb der Partei ist. Bereits Ende der 1970er Jahre hatte ihm der spätere ödp-Bundesvorsitzende Herbert Gruhl seine wachsenden Differenzen zu seiner damaligen Partei, der CDU, anvertraut.
Als Alt dem seinerzeitigen CDU-Generalsekretär Heiner Geißler einen offenen Brief anlässlich seines Parteiaustritts schrieb, empfahl er der Anhängerschaft seiner früheren Partei das Grundsatzprogramm der ÖDP als Lektüre:

„Doch ich empfehle allen Christdemokraten und Wertorientierten, das Grundsatzprogramm der Ökologisch-Demokratischen Partei (ÖDP) des früheren CDU-Bundestagsabgeordneten Herbert Gruhl zu lesen. Diese Partei verzichtet auf das ‚C‘ im Parteinamen, aber ihr Programm lässt ahnen, was eine christlich-inspirierte heute sein könnte: Konservativ, im wahrsten Sinne des Wortes.“

Auf dem ÖDP-Bundesparteitag 1992 hielt Alt ein Referat über sein Buch Schilfgras statt Atom (1992). Die Partei zeichnete ihn damals mit der Goldenen Schwalbe aus.
Im Oktober 2000 verfasste Franz Alt einen offenen Brief an Angela Merkel, in dem er sie an ihre frühere Äußerungen zu einer „ökologischen Steuerreform“ erinnerte, als sie 1995 Präsidentin des Weltklimagipfels in Berlin war. Damals äußerte Merkel, dass eine ökologische Steuerreform die Voraussetzung für eine effektive Umweltpolitik sei und sie daher diese Forderungen unterstütze. Als damalige Umweltministerin war sie dankbar für das ökologische Engagement der Bevölkerung. Da sie nun den „ohnehin recht bescheidenen rot-grünen Einstieg in eine ökologische Steuerreform eine K.-o.-Steuer“ genannt habe, forderte er eine logische Begründung: „Jahrelang schrieben und sprachen Sie bei Ihren Plädoyers für ökologische Steuern von ‚Verantwortung‘ und ‚Bewahrung der Schöpfung‘. Gilt das alles jetzt plötzlich nicht mehr, nur weil Sie in der Opposition sind?“
Franz Alt ist Gründungsmitglied und Mitglied sowie ehemaliger Sprecher des Kuratoriums des Instituts Solidarische Moderne. Des Weiteren ist er Mitglied im Kuratorium der ÖDP-nahen Stiftung für Ökologie und Demokratie.
Alt engagiert sich gegen das Projekt „Stuttgart 21“. Er kritisiert das seiner Meinung nach schlechte Kosten-Nutzen-Verhältnis (KNV) des Projektes und betont, dass jeder dort investierte Euro bei anderen Infrastruktur-Investitionen mit weit besserem KNV fehle.
Alt gehört zum Unterstützerkreis des Netzwerks Friedenssteuer.
Er ist einer der Erstunterzeichner der von Sahra Wagenknecht und Alice Schwarzer initiierten Petition Manifest für Frieden, die zum Ende der militärischen Unterstützung der Ukraine im Zuge des Russischen Überfalls auf die Ukraine und zu Verhandlungen aufruft.

## Privates
Alt ist mit seiner PR-Managerin Bigi Alt verheiratet. Als er um die 40 Jahre alt war, wurde er außerehelich Vater von Zwillingen.

## Rezeption
Alts Jesusbild wird nach Darstellung von Micha Brumlik von manchen Theologen als „einseitige und wohlfeile Projektion aktueller ideologischer Vorstellungen“ kritisiert: der pazifistische Jesus, der ökologische Jesus, der feministische Jesus. Darüber hinaus werde ihm vorgeworfen, er spiele den Gott des Neuen Testaments als „Gott der Liebe“ gegen den Gott des Alten Testaments als „Gott der Rache und des Krieges“ aus, was nicht nur Juden und Vertreter des jüdisch-christlichen Dialogs als antijudaistisches und antisemitisches Gedankengut kritisieren würden. Noch weiter geht Fritz Rumler in seiner Kritik an Alts Werk Jesus – der erste neue Mann, aufgrund dessen er Alt „sektiererisches Sendungsbewusstsein“ attestierte: „Denn unter den verschiedenen Titeln quillt immer die gleiche Suada, aus Bekennerwut und Bekehrungsfieber, Hochmut des Gerechten und Zerknirschung des Sünders, Ratio-Feindlichkeit, New-Age-Besserwisserei samt Katalog der Katastrophen; eine spirituelle Anbauküche, in der es nach Sektierertum und Gestern riecht.“
Nach Ansicht seiner Kritiker versäumt Alt die klare Abgrenzung zu rechtsextremen Ideologien (siehe Veröffentlichungen u. a. in der Nationalzeitung). Er nehme damit in Kauf, dass sein prominenter Name für die Imagewerbung rechtsextremer Organisationen benutzt werde. Alt entgegnet den Vorwürfen, dass er selbst mit rechtsextremen Organisationen nichts zu tun habe, dass man sich mit ihnen aber auch auseinandersetzen müsse, da die dortigen Mitglieder und die Leser dieser Zeitungen auch Menschen seien.
Christoph Scheuring schrieb Alt einen prophetischen Habitus zu: „Andächtig hobelt er seine Sinnsprüche vom großen Weisheitsklotz, und jeder Satz ist ein moralisches Ausrufezeichen. ‚Wer, wenn nicht wir, und wann, wenn nicht jetzt?‘ fragte er von seiner Kanzel.“
Marko Ferst lobte Franz Alt, der sich als „Fernsehmoderator und Buchautor […] große Verdienste [erwarb und in seinem letzten Buch darlegt] wie die Gesellschaften auf ökologische Pfade umsteigen könnten. [Er] trug manchen Konflikt mit seinen Vorgesetzten aus, um das präsentieren zu können, was er für richtig hielt.“
„Franz Alt ist ein gefragter Redner, der mitreißend und charismatisch erzählt“, den „Menschen komplexe Zusammenhänge nahe bringt, Schwieriges verständlich erklärt.“ „Mit kritischem Geist berichtet der streitbare Journalist [meist] über Missstände“ und widmet sich aktuell dem „Kampf um die Energiewende.“

## Auszeichnungen (Auswahl)
- 1978: Bambi
- 1979: Besondere Ehrung beim Adolf-Grimme-Preis
- 1983: Joseph-E.-Drexel-Preis
- 1983: Karl-Hermann-Flach-Preis
- 1987: Siebenpfeiffer-Preis[23]
- 2005: Steiger Award
- 2006: Innovationspreis des Netzes innovativer Bürgerinnen und Bürger NiBB[24]
- 2007: Goldene Blume von Rheydt
- 2017 Löwenherz – Ehrenpreis der Hilfsorganisation Human Projects für Frieden, Freiheit, Aufklärung, Integration und eine gerechtere Welt[25]

## Werke
- Es begann mit Adenauer. Der Weg zur Kanzlerdemokratie. Herder, Freiburg 1975.
- Frieden ist möglich. Die Politik der Bergpredigt. Piper, München 1983, ISBN 3-492-00584-5.
- Liebe ist möglich. Die Bergpredigt im Atomzeitalter. München 1985.
- Jesus – der erste neue Mann. München 1989. (Platz 1 der Spiegel-Bestsellerliste im Jahr 1990)
- Schilfgras statt Atom. München 1992.
- Die Sonne schickt uns keine Rechnung – die Energiewende ist möglich. München 1994.
- Das Ökologische Wirtschaftswunder. Berlin 1997.
- Windiger Protest. Konflikte um das Zukunftspotential der Windkraft. Mit Jürgen Claus und Hermann Scheer, Bochum 1998
- Der ökologische Jesus. München 1999.
- Agrarwende jetzt. Gesunde Lebensmittel für alle. München 2000.
- Krieg um Öl oder Frieden durch die Sonne. München 2002.
- Wege zur ökologischen Zeitenwende. Reformalternativen und Visionen für ein zukunftsfähiges Kultursystem. Mit Rudolf Bahro und Marko Ferst. Zeitsprung, Berlin 2002.[26]
- Die Schöpfung. Bildband, mit Wilfried Weyer. Berlin 2003.
- Tibet – weites Land zwischen Himmel und Erde. Bildband m. Wilfried Weyer. Hamburg 2005.
- Eine bessere Welt ist möglich. Ein Marshallplan für Arbeit, Entwicklung und Freiheit. Mit Rosi Gollmann, Rupert Neudeck. Riemann Verlag, München 2005.
- Zukunft Erde. Wie wollen wir morgen leben und arbeiten? Berlin 2006.
- Deutschland ist erneuerbar. Franz Alt im Gespräch mit Bernhard Müller und Horst Wörner. Berlin 2008, ISBN 978-3-7466-7061-4.
- Sonnige Aussichten. Wie Klimaschutz zum Gewinn für alle wird. 3. Auflage. Gütersloher Verlagshaus, Gütersloh 2008, ISBN 978-3-579-06966-1.
- Gute Geschäfte. Humane Marktwirtschaft als Ausweg aus der Krise. mit Peter Spiegel. Aufbau-Verlag, Berlin 2009, ISBN 978-3-351-02707-0.
- Was Jesus wirklich gesagt hat. Eine Auferweckung. 3. Auflage. Gütersloher Verlagshaus, Gütersloh 2015, ISBN 978-3-579-08522-7.
- Die 100 wichtigsten Worte Jesu – Wie er sie wirklich gesagt hat. Gütersloher Verlagshaus, Gütersloh 2015, ISBN 978-3-579-08533-3.
- Flüchtling – Jesus, der Dalai Lama und andere Vertriebene : wie Heimatlose unser Land bereichern. Gütersloher Verlagshaus, Gütersloh 2016, ISBN 978-3-579-08643-9.
- Aufbruch zur Achtsamkeit – wie Pilgern unser Leben verändert. Mit Bernd Lohse und Helfried Weyer. Herder, Freiburg 2016, ISBN 978-3-451-06810-2.
- Wenn Leben gelingt – eine Anleitung zum Glücklichsein. Verlag Zabert Sandmann, München 2017, ISBN 978-3-89883-699-9.
- Gerechtigkeit : Zukunft für alle – eine Grundsatzerklärung. Mit Peter Spiegel. Gütersloher Verlagshaus, Gütersloh 2017, ISBN 978-3-579-08663-7.
- Lust auf Zukunft : Wie unsere Gesellschaft die Wende schaffen wird. Gütersloher Verlagshaus, Gütersloh 2018, ISBN 978-3-641-22543-8.
- Der Appell von Jesus an die Welt – Liebe und Frieden sind möglich. Benevento, Salzburg 2018, ISBN 978-3-7109-0030-3.
- Unsere einzige Erde – eine Liebeserklärung an die Zukunft. Mit Helfried Weyer. Patmos, Ostfildern 2019, ISBN 978-3-8436-1140-4.
- Die Alt-ernative : Plädoyer für eine sonnige Zukunft. Ed. Chrismon, Leipzig 2019, ISBN 978-3-96038-208-9.
- Nach Corona – unsere Zukunft neu gestalten. Patmos, Ostfildern 2021, ISBN 978-3-8436-1319-4.
- Die außergewöhnlichste Liebe aller Zeiten : die wahre Geschichte von Jesus, Maria Magdalena und Judas. Herder, Freiburg 2021, ISBN 978-3-451-38709-8.
- mit Ernst Ulrich von Weizsäcker: Der Planet ist geplündert. Was wir jetzt tun müssen. Hirzel Verlag, Stuttgart 2022, ISBN 978-3-7776-3020-5.